# Радманичи
Радманичи (серб. Радманићи / Radmanići) — село в общине Баня-Лука Республики Сербской Боснии и Герцеговины. В настоящее время село необитаемо.

## География
Находится в 25 км к юго-западу от Баня-Луки. Вокруг села находятся горы Самарина (850 м), Стрмеца (688 м), Дукин-Брд (704 м), Стражбеница (716 м), в 7 км к северо-востоку от региональной трассы Баня-Лука—Чачавица—Мрконич-Град. Средняя высота территории села — от 560 до 640 м; средняя высота близлежащих к селу земель — от 517 до 850 м. Площадь села — 1331 га. Земли абсолютно неплодородные. Есть множество горячих источников и целебных родников.

## Население
Село стало необитаемым с 1970-х годов, когда население выселили по причине строительства военного полигона.